# Ken Bower
Kenneth Bower (18 tháng 3 năm 1926 – tháng 8 năm 2002) là một cầu thủ bóng đá người Anh ghi 45 bàn trong 102 lần ra sân ở Football League thi đấu cho Third Division North clubs Darlington và Rotherham United trong những năm sau Thế chiến thứ hai. Ông thi đấu ở vị trí tiền đạo trung tâm.